# Atsiz ibn Uvak
Atsiz ibn Uvak (e non Abak; ... – 1079) fu un capo turcomanno.
Forse appartenente alla tribù di Īwāī, nel 1070 si mise al servizio del genero del Sultano selgiuchide Alp Arslan quando quest'ultimo, già signore del Khwārazm, si mosse alla volta del Bilād al-Shām-Palestina, allora in gran parte controllata dai Fatimidi e, nelle aree più settentrionali siriane, dalle tribù beduine dei Banu Kalb e dei B. Kilāb.
Egli mise però presto in atto in quei luoghi una sua politica abbondantemente personale, pur cercando prudentemente un accomodamento col successore di Alp Arslan, il Sultano Malikshāh.
Contro di lui i Fatimidi provarono a inviare il loro Walī di Acri e di coinvolgere gli stessi Selgiuchidi di Qutulmish (o Qutlumush) che stavano cercando di attestarsi in Anatolia dopo la sconfitta dell'Imperatore bizantino Romano IV Diogene a Manzicerta. 

Atsiz riuscì però a rintuzzare quei tentativi e a impadronirsi, con un folto gruppo di suoi seguaci turcomanni, di Ramla e di Gerusalemme (1071) strappandola all'Imam fatimide al-Mustanṣir bi-llāh e ripristinando così nella terza Città Santa dell'Islam la khuṭba in onore del califfo abbaside sunnita al-Mustadi'.
L'assedio di Gerusalemme fu lungo e, quando con un accordo col governatore fatimide Atsiz entrò in città, fece affiggere un proclama in cui proibiva il saccheggio delle case dei suoi abitanti. 
Inseguì poi le forze fatimidi che si ritiravano in Egitto, ma fu respinto dalle forze fedeli all'Imam. 

Sulla strade del ritorno, fece sgozzare il Qāḍī e le persone maggiormente in vista di Gerusalemme, assieme a circa 3 000 suoi abitanti.
Assoggettò poi le regioni meridionali del Bilād al-Shām e la Palestina. Occupò la stessa Damasco nel 1076 e si spinse nel 1077 fino alla regione egiziana di al-Gharbiyya,
La reazione degli egiziani portò però qui alla sua sconfitta, cui Atsiz reagì con una repressione cruenta dei moti filo-fatimidi esplosi in Siria (1079), che tuttavia lo convinsero dell'opportunità di chiedere l'aiuto di Malikshāh.

Il Sultano selgiuchide glielo accordò, ma fu l'inizio della rovina politica di Atsiz.
Il Sultano infatti decise di assegnare la Siria da lui conquistata al fratello Tutush e, poco dopo, vinto da quest'ultimo il confronto armato che ne seguì, Atsiz fu catturato e giustiziato (1079).